# 李园 (兴化)
李园位于江苏省泰州市兴化市博物馆内，是中华人民共和国江苏省文物保护单位之一。
被公布为江苏省文物保护单位，是一座古建筑。